# Hofweb
Hofweb is een webwinkel van biologische voedingsproducten en bestaat sinds 2004. 
Filosofie achter deze dienstverlening is zoveel mogelijk in Nederland biologisch geteelde producten te kunnen leveren, direct van de boer aan de klant. Daarnaast vindt levering plaats van diverse andere voedingsmiddelen, zoals conserven, vis- en vlees(producten), sappen et cetera. Levering vindt plaats door heel Nederland.

## Geschiedenis
De aanzet tot Hofweb vond plaats vanuit het idee van de appel- en perenteler Wil Sturkenboom uit Flevoland om met ander groente- en fruittelers groothandels te voorzien van biologisch geteelde landbouwproducten. Dit was in zijn ogen echter een te lange weg vanaf de teler naar de klant, ten nadele van de versheid van het product. Bovendien wilde de groothandel niet direct nieuwe teeltproducten, zoals Evelina-appels opnemen in de productenlijn, terwijl boeren die aan de klanten wilden kunnen leveren. Een oplossing werd gevonden door de producten direct aan de klanten aan te bieden via een stand op de Noordermarkt in Amsterdam en op de markt in Almere. Dit had niet alleen voordelen op gebied van de versheid van de producten, maar bood ook economische voordelen, door uitsluiting van de tussenhandel. Meer boeren zagen deze voordelen in, waardoor in 2004 vier boeren besloten zich te verenigen in de Coöperatieve Biologisch-Dynamische Producenten Vereniging Flevoland B.A.. Dit waren een tuinbouwbedrijf uit Dronten (Warmonderhoftuinbouw), een gemengd akkerbouwbedrijf uit Swifterband (GAOS), een gemengd veeteelt- en akkerbouwbedrijf met eigen bakkerij uit Zeewolde (Zonnehoeve) en een fruitteeltbedrijf uit Dronten (Warmonderhofboomgaard). De naam Hofweb werd geboren. Het aan huis bezorgen deden boeren zelf met busjes.
In Limburg was een boer reeds eerder dan Hofweb een webwinkel en verkoop aan huis begonnen met honderden klanten tot gevolg, en in 2004 nam de coöperatie dit concept over.

In 2008 werd een nieuwe webwinkel opgericht, met de oprichting van een CV.

In 2011 volgde uitbreiding met regio's in Noord-Brabant en Limburg door het toevoegen van de soortgelijke webwinkel HaiBoerHai.

In 2016 werd door programmeurs een nieuwe website ontworpen, waarbij de logistiek werd verbeterd.

In 2017 ontving Hofweb de onderscheiding voor Beste Biologische Webwinkel. Het bedrijf was uitgegroeid met nog ruim 30 collega’s, die zorgden voor inkoop, verkoop, webwinkel beheer, magazijnbeheer, marketing, administratie, inpakken, bezorgen en de klantenservice.

In 2018 volgde uitbreiding naar Zuid-Holland door toetreding van Biologische boerderij Landzicht in Strijen.

In 2022 had Hofweb meer dan 80 leverende boeren, duizenden klanten en 140 Hofweb-collega’s. 

## Bioweb
Vrijwel tegelijkertijd ontstond in 2004 naar aanleiding van een bezoek aan dezelfde boer uit Limburg in Friesland Bioweb, een samenwerkingsverband van boeren uit Haskerdyken, Workum en Tytsjerk. Vanaf het begin werkten Bioweb en Hofweb samen. Bioweb verzorgt nog steeds het Friese deel van het bezorgingsgebied van Hofweb.

## Customer Funding
In 2017 werd een Customer Funding (een crowdfunding) opgericht, waarbij klanten kunnen participeren in het coöperatieve bedrijf. Hierdoor kunnen boeren nieuwe investeringen doen, zonder afhankelijk te zijn van een bank of extern financieringsplatform, en waarbij het voedselsysteem circulair kan worden gefinancierd. Ook kunnen investeringen binnen het bedrijf worden gedaan, zoals bijvoorbeeld nieuwe krachten aannemen en opleiden, investeringen in een nieuwe inpakafdeling of aanschaf en onderhoud van nieuwe bestelbusjes. In 2019 waren er reeds 240 investeerders na een derde investeringsronde. Na de investeringsronde van 2025 waren dit er 390 geworden.
Het hoofdkantoor van Hofweb is gevestigd in de Flevopolder in Biddinghuizen

## Externe site
website Hofweb